# Dománfalva
Dománfalva (1899-ig Domanyóc szlovákul: Domaňovce, németül: Gross-Tomsdorf) község Szlovákiában, az Eperjesi kerület Lőcsei járásában.

## Fekvése
Lőcsétől 8 km-re délkeletre, Iglótól 7 km-re keletre fekszik.

## Története
A falu a 11-12. század fordulóján keletkezett, 1258-ban említik először a Szepesi vár uradalmának részeként.
A 18. század végén Vályi András így ír róla: „DOMÁNYOCZ. Dománfalva. Domansdorf. Tót falu Szepes Vármegyében, földes Ura Gróf Csáky Uraság, lakosai katolikusok, fekszik Lőtsétől fél mértföldnyire, határjának harmadrésze soványas, de mivel más minden javai vannak, első Osztálybéli.”
Fényes Elek 1851-ben kiadott geográfiai szótárában így ír a faluról: „Domanyócz, Szepes v. tót falu, Iglóhoz keletre 1 1/4 mfd. 577 kath. lak. Urasági lakháza. Vizimalom. F. u. többen. Ut. p. Lőcse.”
A trianoni diktátum előtt Szepes vármegye Lőcsei járásához tartozott.

## Népessége
| Év:            | 1994. | 2004.   | 2014.   | 2024.   |
| -------------- | ----- | ------- | ------- | ------- |
| Emberek száma: | 873   | 880     | 930     | 919     |
| Eltérés:       |       | +0,80 % | +5,68 % | -1,18 % |

| Év:            | 2023. | 2024.   |
| -------------- | ----- | ------- |
| Emberek száma: | 882   | 919     |
| Eltérés:       |       | +4,19 % |

1910-ben 523, túlnyomórészt szlovák anyanyelvű lakosa volt.
2001-ben 881 lakosából 880 szlovák volt.
2011-ben 947 lakosából 842 szlovák volt.

## Híres személyek
- Itt született 1951-ben František Žifčák levéltáros.[5]

## Nevezetességei
- Szent István első vértanú tiszteletére szentelt, római katolikus temploma a korábbi gótikus templom helyén, a 18. században épült. 1956-ban renoválták.